# 3404 Hinderer
3404 Hinderer (1934 CY) là một tiểu hành tinh vành đai chính được phát hiện ngày 4 tháng 2 năm 1934 bởi Reinmuth, K. ở Heidelberg.